# Semiprobabilistisches Teilsicherheitskonzept
Das semiprobabilistische Teilsicherheitskonzept ist ein Sicherheitskonzept, das im Bauwesen zur Bemessung in einer statischen Berechnung verwendet wird. Seit Einführung der Eurocodes ist es Stand der Technik. Es berücksichtigt statistische Standardabweichungen sowohl auf der Einwirkungsseite als auch auf der Widerstandsseite.
Der Eurocode 0 verlangt nachzuweisen, dass eine von der Gebäudeart abhängige Versagenswahrscheinlichkeit unterschritten wird, und erlaubt das semiprobabilistische Sicherheitskonzept, das beschrieben wird:
- in den Eurocodes 1 und 8 für die Belastungen
- in den Eurocodes 2–7 und 9 für die Widerstände.

Das semiprobabilistische Teilsicherheitskonzept hat sich z. B. im Stahlbetonbau schon länger durchgesetzt, in anderen Bereichen, z. B. dem Mauerwerks- oder dem Grundbau, erst später.